# Hyun Young-min
Hyun Young-min (en coreano: 현영민; nacido el 25 de diciembre de 1979 en Gurye, Jeolla del Sur) es un exfutbolista surcoreano. Jugaba de defensa y su último club fue el Jeonnam Dragons de Corea del Sur.

## Carrera

### Clubes
Los inicios de Hyun Young-min en el fútbol se remontan a Ulsan Hyundai Horang-i, en Corea del Sur. A principios de 2006, el club ruso Rubin Kazán intentó ficharlo, pero se negó a jugar fuera de dos metrópolis rusas, San Petersburgo y Moscú. Poco después, pasó a Zenit de San Petersburgo y jugó en este club hasta 2007. En este año, regresó a Ulsan Hyundai Horang-i. En diciembre de 2009, fue traspasado a F.C. Seoul, a cambio de su capitán Kim Chi-gon.
El 6 de abril de 2014 convirtió un gol olímpico ante el Pohang Steelers, encuentro que terminaría 2-2.

### Selección nacional
Hyun fue internacional absoluto por la Selección de fútbol de Corea del Sur y disputó la Copa Mundial de la FIFA 2002, aunque no tuvo minutos en el torneo.

## Trayectoria

### Clubes
| Club                     | País          | Año         |
| ------------------------ | ------------- | ----------- |
| Ulsan Hyundai Horang-i   | Corea del Sur | 2002 - 2005 |
| Zenit de San Petersburgo | Rusia         | 2006        |
| Ulsan Hyundai Horang-i   | Corea del Sur | 2007 - 2009 |
| F.C. Seoul               | Corea del Sur | 2010 - 2013 |
| Seongnam F.C.            | Corea del Sur | 2013        |
| Jeonnam Dragons          | Corea del Sur | 2014 - 2017 |

### Selección nacional
| Selección | País          | Año         |
| --------- | ------------- | ----------- |
| Sub-23    | Corea del Sur | 2002        |
| Absoluta  | Corea del Sur | 2001 - 2004 |

## Estadísticas

### Clubes
| Rendimiento de club | Rendimiento de club      | Rendimiento de club   | Liga  | Liga  | Copa          | Copa          | Copa de la Liga | Copa de la Liga | Continental | Continental | Total | Total |
| Año                 | Club                     | Liga                  | Part. | Goles | Part.         | Goles         | Part.           | Goles           | Part.       | Goles       | Part. | Goles |
| Corea del Sur       | Corea del Sur            | Corea del Sur         | Liga  | Liga  | KFA Cup       | KFA Cup       | Copa de la Liga | Copa de la Liga | Asia        | Asia        | Total | Total |
| ------------------- | ------------------------ | --------------------- | ----- | ----- | ------------- | ------------- | --------------- | --------------- | ----------- | ----------- | ----- | ----- |
| 2002                | Ulsan Hyundai Horang-i   | K League 1            | 15    | 1     | ?             | ?             | 0               | 0               | -           | -           |       |       |
| 2003                | Ulsan Hyundai Horang-i   | K League 1            | 32    | 1     | 4             | 0             | -               | -               | -           | -           | 36    | 1     |
| 2004                | Ulsan Hyundai Horang-i   | K League 1            | 23    | 1     | 4             | 0             | 4               | 0               | -           | -           | 31    | 1     |
| 2005                | Ulsan Hyundai Horang-i   | K League 1            | 26    | 0     | 1             | 0             | 12              | 0               | -           | -           | 39    | 0     |
| Rusia               | Rusia                    | Rusia                 | Liga  | Liga  | Copa de Rusia | Copa de Rusia | Copa de la Liga | Copa de la Liga | Europa      | Europa      | Total | Total |
| 2006                | Zenit de San Petersburgo | Liga Premier de Rusia | 10    | 0     | 4             | 0             | -               | -               | 3           | 1           | 17    | 1     |
| Corea del Sur       | Corea del Sur            | Corea del Sur         | Liga  | Liga  | KFA Cup       | KFA Cup       | Copa de la Liga | Copa de la Liga | Asia        | Asia        | Total | Total |
| 2007                | Ulsan Hyundai Horang-i   | K League 1            | 25    | 0     | 3             | 0             | 10              | 0               | -           | -           | 38    | 0     |
| 2008                | Ulsan Hyundai Horang-i   | K League 1            | 20    | 0     | 2             | 0             | 10              | 0               | -           | -           | 32    | 0     |
| 2009                | Ulsan Hyundai Horang-i   | K League 1            | 26    | 0     | 1             | 0             | 4               | 1               | 5           | 0           | 36    | 1     |
| 2010                | FC Seoul                 | K League 1            | 27    | 1     | 2             | 1             | 6               | 0               | -           | -           | 35    | 2     |
| 2011                | FC Seoul                 | K League 1            | 26    | 1     | 2             | 0             | 1               | 0               | 7           | 0           | 36    | 1     |
| Total               | Corea del Sur            | Corea del Sur         | 222   | 5     | 19            | 1             | 47              | 1               | 12          | 0           | 300   | 7     |
| Total               | Rusia                    | Rusia                 | 10    | 0     | 4             | 0             | -               | -               | 3           | 1           | 17    | 1     |
| Total carrera       | Total carrera            | Total carrera         | 232   | 5     | 23            | 1             | 47              | 1               | 15          | 1           | 317   | 8     |

### Selección nacional
Fuente:
| Selección de Corea del Sur | Selección de Corea del Sur | Selección de Corea del Sur |
| Año                        | Part.                      | Goles                      |
| -------------------------- | -------------------------- | -------------------------- |
| 2001                       | 2                          | 0                          |
| 2002                       | 7                          | 0                          |
| 2003                       | 3                          | 0                          |
| 2004                       | 3                          | 0                          |
| Total                      | 15                         | 0                          |

#### Participaciones en fases finales
| Torneo                          | Sede                  | Resultado        | Partidos | Goles |
| ------------------------------- | --------------------- | ---------------- | -------- | ----- |
| Copa de Oro de la Concacaf 2002 | Estados Unidos        | Cuarto puesto    | 3        | 0     |
| Copa Mundial de Fútbol de 2002  | Corea del Sur / Japón | Cuarto puesto    | 0        | 0     |
| Juegos Asiáticos de 2002        | Busan                 | Tercer puesto    | —        | —     |
| Copa Asiática 2004              | China                 | Cuartos de final | 1        | 0     |